# Gens Lívia
La gens Lívia (en llatí Livia gens) va ser una gens romana plebea, però una de les més il·lustres entre la noblesa.
Suetoni diu que van exercir vuit consolats, dues censures, una dictadura, i una vegada el càrrec de magister equitum, i van obtenir tres triomfs. El primer que va obtenir el consolat fou Marc Livi Denter el 302 aC i finalment van arribar a l'imperi pel matrimoni de Lívia Drusil·la amb August, el fill de la qual Tiberi va ser emperador.
Els seus cognoms van ser Denter, Drusus, Libo, Macatus i Salinator.
Alguns representants d'aquesta gens van ser: 
- Marc Livi Denter, cònsol l'any 302 aC
- Marc Livi Macat, militar
- Marc Livi Salinator, dictador l'any 207 aC
- Marc Livi Drus Libó, cònsol l'any 15 aC
- Lívia Drusil·la, esposa de l'emperador August